# Маковецкий, Дмитрий Михайлович
Дмитрий Михайлович Маковецкий (1927—2004) — звеньевой колхоза имени Ленина Кущёвского района Краснодарского края. В 1970 — 1974 годах избирался депутатом Верховного Совета СССР 8-го созыва. Герой Социалистического Труда и Заслуженный работник сельского хозяйства Кубани.

## Биография
Дмитрий Маковецкий родился 5 мая 1927 года в Северо-Кавказском крае (ныне Ставропольский край). В детстве остался без родителей и воспитывался в детском доме, а затем его забрала родная тетка в станицу Кисляковскую Краснодарского края. В ноябре 1943 года окончил школу механизаторов в городе Благодарном Ставропольского края и начал работать комбайнёром в колхозе имени Ленина Кущёвского района.
23 июня 1966 года указом Президиума Верховного Совета СССР за успехи, достигнутые в увеличении производства и заготовок пшеницы, ржи, гречихи, риса, других зерновых и кормовых культур и высокопроизводительном использовании техники, Дмитрию Михайловичу Маковецкому присвоено звание Героя Социалистического Труда с вручением ордена Ленина и золотой медали «Серп и Молот».
Дмитрий Маковецкий был членом Коммунистической партии Советского Союза и неоднократно избирался депутатом Краснодарского краевого, Кущёвского районного, Кисляковского сельского Советов. В 1970 году был избран депутатом Совета Союза Верховного Совета СССР 8-го созыва от Краснодарского края.
В 1987 году вышел на пенсию, проработав в колхозе 44 года. После выхода на пенсию жил в станице Кисляковская.
В 1996 году получил звание «Заслуженный работник сельского хозяйства Кубани».
Дмитрий Михайлович Маковецкий умер 7 июля 2004 года.

## Награды
- Медаль «За трудовую доблесть», 4 августа 1952 года
- Орден Ленина, 23 июня 1966 года
- Медаль «Серп и Молот», 23 июня 1966 года
- Орден Октябрьской Революции, 8 апреля 1971 года